# Jasena ponor
Jasena ponor este o arie protejată (sit de importanță comunitară — SCI) din Croația întinsă pe o suprafață de 8,37 ha, integral pe uscat.

## Localizare
Centrul sitului Jasena ponor este situat la coordonatele 43°13′17″N 17°16′36″E / 43.221377°N 17.276804°E.

## Înființare
Situl Jasena ponor a fost declarat sit de importanță comunitară în iulie 2013 pentru a proteja 2 specii de animale.

## Biodiversitate
Situată în ecoregiunea mediteraneană, aria protejată conține 1 habitat natural: Peșteri inaccesibile publicului.
La baza desemnării sitului se află mai multe specii protejate:
- amfibieni (1): proteu de peșteră (Proteus anguinus)
- nevertebrate (1): Congeria kusceri